# 羅斯蒙特 (馬里蘭州)
羅斯蒙特（英語：Rosemont）是位於美國馬里蘭州弗雷德里克縣的一個村落。

## 人口
根據2020年美國人口普查的數據，羅斯蒙特的面積為1.44平方千米，當中陸地面積為1.44平方千米，而水域面積為0.00平方千米。當地共有人口272人，而人口密度為每平方千米188人。